# 바로크 음악

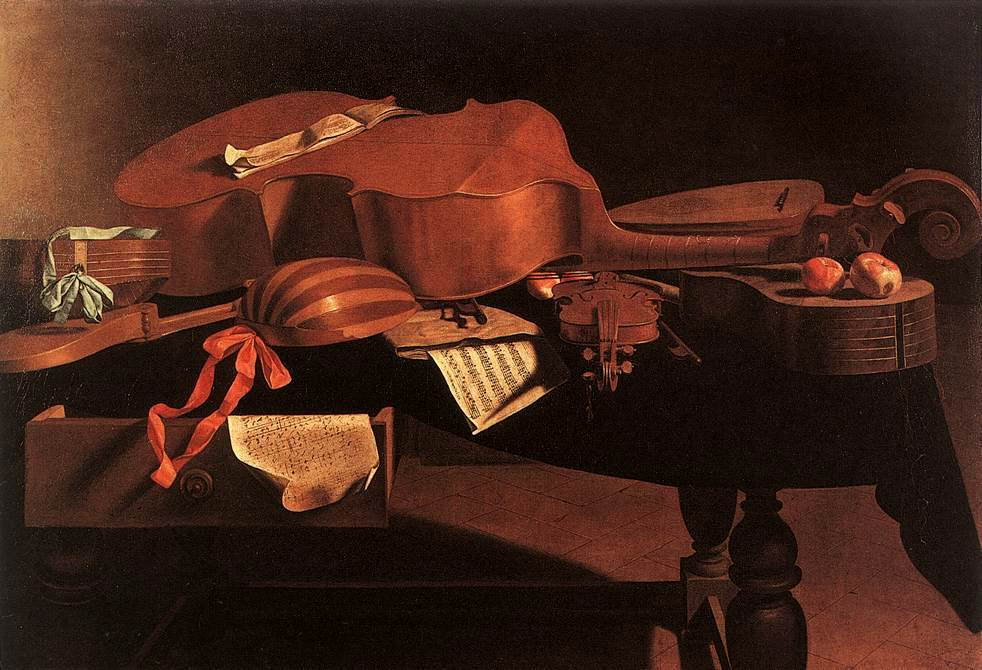

바로크 음악(영어: Baroque music)은 17, 18세기의 유럽 음악을 말한다. 원래 바로크란 17, 18세기의 미술양식을 말하는 것이었으나, 일반적으로 1600년경부터 1750년경의 음악에 대해서도 이 명칭으로 부르고 있다. 르네상스 음악의 다음 시대이며, 갈랑 양식이라는 잠깐의 과도기를 거친 뒤 고전주의 음악이 이어진다. 바로크 시대를 좀더 세분한다면 초기, 중기, 후기로 나눌 수 있는데, 초기 바로크는 1580~1630년, 중기 바로크는 1630~1680년, 후기 바로크는 1680~1750년이다. 바로크는 원래 포르투갈어로 "찌그러진 진주"라는 의미인데, 철학 용어를 거쳐 현재의 용법에 이르렀다.
바로크 음악의 역사적 배경을 보면 정치적으로는 절대주의 왕정으로부터 계몽주의로 이행을 볼 수 있으며, 경제적으로는 중상주의, 철학사적으로는 합리주의적·계몽주의적인 사조의 흐름 속에서 볼 수 있는데, 이러한 여러 사회적 상황이 몇 겹으로 겹쳐서 궁정, 도시, 교회 등 세 활동범위를 기초로 하여 바로크 음악을 형성했던 것이다. 그런데 이 시대의 음악은 통주저음의 기법을 사용했기 때문에 바로크 음악의 시대를 '통주저음의 시대'라고 부르는 사람도 있다. 그리고 바로크 음악은 '정서론' 즉 '음악의 궁극목적은 음과 음의 리듬, 멜로디, 하모니, 음정 등으로 모든 정서를 자아내는 데 있다'고 하는 독특한 타율적 미학관으로 뒷받침되고 있다.

## 어원

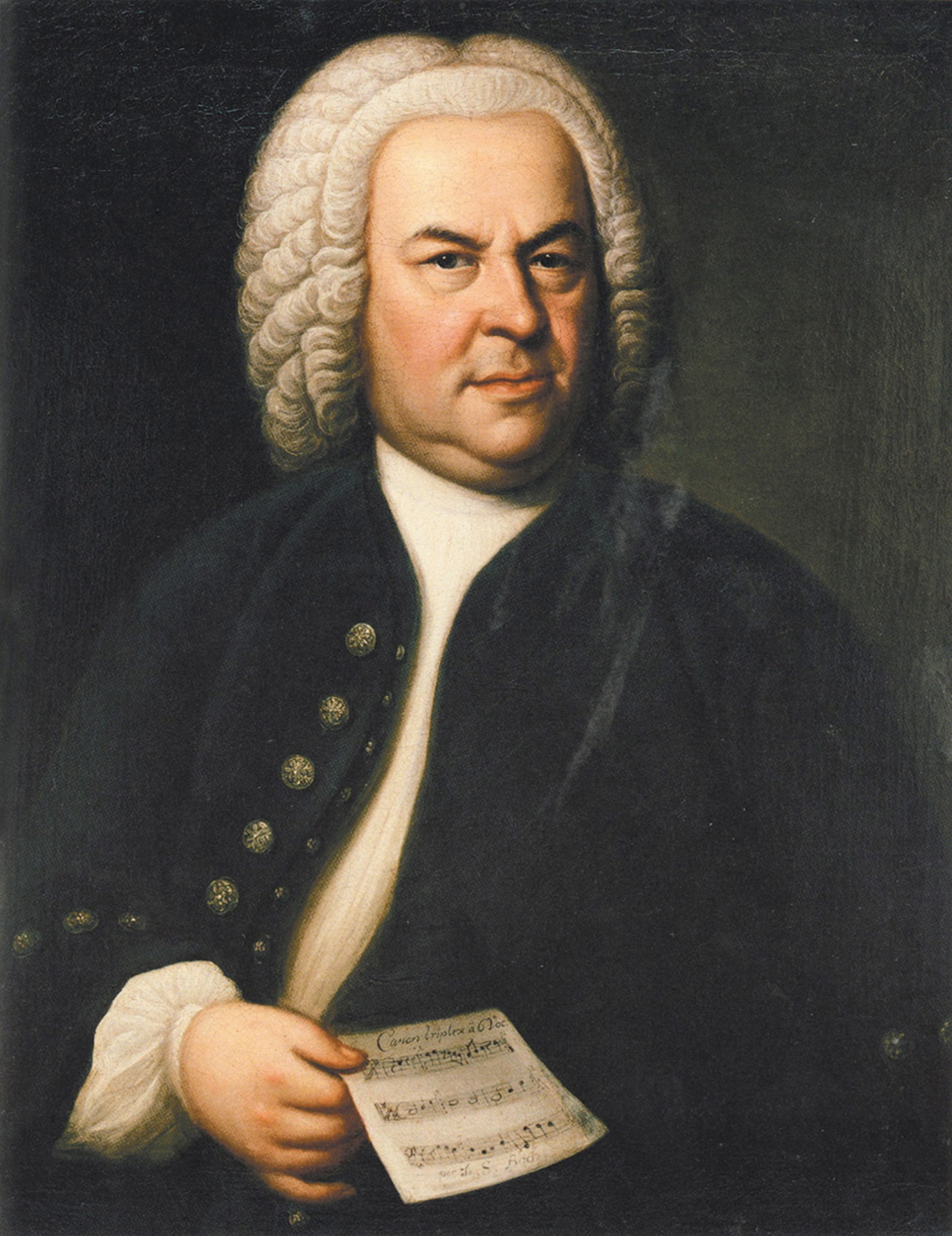
1748년의 요한 제바스티안 바흐

바로크 음악이라는 용어는 역사가들마다 그 용법이 조금씩 다르지만, 대략 1600년부터 1750년까지의 150년동안의 음악 양식을 가리키는 용어로 사용된다. 바로크라는 단어가 건축에서 처음 사용된 것으로 아는 사람들도 많지만, 실제로는 1733년 10월에 초연된 장필리프 라모의 오페라 《이폴리트와 아라시Hippolyte et Aricie》에 대한 익명의 비평에서 처음 사용되었다. 1734년 "프랑스의 머큐리Mercure de France"라는 잡지에 기재된 이 비평에서 바로크라는 단어는 이 오페라의 일관성 없고 불협화음으로 가득찬 멜로디, 계속 바뀌는 박자와 조성, 매우 빠른 곡의 진행속도를 비판하는데 사용되었다.
음악가이자 철학가인 장자크 루소는 1768년에 쓴 자신의 책 《백과전서Encyclopédie》에서 다음과 같이 말한다.
 바로크 음악이란 혼란스러운 화성, 변조와 불협화음으로 가득한 음악을 가리키는 단어다. 노래는 거슬리고 비정상적이며, 정확한 음정으로 부르기도 어렵다. 움직임도 단조롭다. 철학가들의 단어 '바로코baroco'에서 나왔다.

 
Baroque music is that in which the harmony is confused, and loaded with modulations and dissonances. The singing is harsh and unnatural, the intonation difficult, and the movement limited. It appears that term comes from the word 'baroco' used by logicians.

루소가 사용한 바로코라는 단어는 원래 철학가들이 삼단논법의 종류들을 외우기 위해 사용하던 단어인데, 13세기부터 불필요하게 복잡한 학문적 논쟁을 가리키는 용어로 사용되던 단어이다.
음악사학가들이 이 단어를 음악적 시대구분을 위해 사용하기 시작했지. 커트 작스는 하인리히 뵐플린의 바로크 미학 이론에 나타난 다섯가지 특징을 처음으로 음악적 시대분류에 적용한다. 학자들은 곧 작스가 뵐플린의 이론을 적절하게 사용한 것인지 검토하기 시작했고, 독일의 만프레드 부코프저와 벨기에의 수잔느 클럭스-르준 등이 작스와는 별개의 엄밀한 분석을 통해 바로크 음악이라는 시대구분을 제시한다. 이처럼 바로크 음악이라는 용어가 동시다발적으로 제안되면서 시대구분에 대한 합의가 필요해졌다. 영국에서는 1940년 들어서야 바로크 음악이라는 시대구분이 인정받았다.
1960년이 되기까지 시기에 대한 합의는 이루어지지 못했다. 특히 영국과 프랑스에서 자코모 페리, 도메니코 스카를라티, 요한 제바스티안 바흐의 음악이 이처럼 다른데 한 시대로 분류하는 것이 과연 적절한가에 대한 의문은 계속 이어졌다. 그러나 르네상스 음악, 고전주의 음악과 명백한 차이를 분류하기 위해 바로크 음악이라는 용어가 결국에는 도입되어 지금까지도 널리 사용되고 있다.

## 역사
바로크 시대의 음악은 이탈리아가 그 외 지역의 음악보다 대략 20년 정도 빠르게 발전했다. 대표적인 예시로, 이탈리아에서는 1730년대에 갈랑 양식이 발흥한데 비해 독일에서는 1750년까지 바로크 음악의 전성기가 계속되었다.
| 구분        | 시작      | 끝        | 이탈리아                           | 기타 유럽                 |
| ----------- | --------- | --------- | ---------------------------------- | ------------------------- |
| 초기 바로크 | 1580~1600 | 1630~1650 | 가브리엘리 몬테베르디 프레스코발디 | 스벨링크 하인리히 쉬츠    |
| 중기 바로크 | 1630~1650 | 1680~1700 | 카리시미 레그렌치 스카를라티       | 륄리 비버 북스테후데 퍼셀 |
| 후기 바로크 | 1680~1700 | 1730~1750 | 코렐리 비발디 포르포라 페르골레시  | 텔레만 라모 헨델 바흐     |

### 초기 바로크 음악

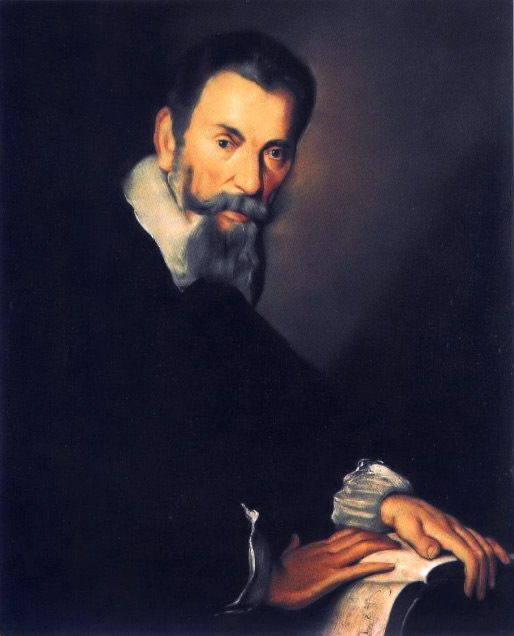
1640년의 클라우디오 몬테베르디

르네상스 말기, 지오반니 드 바르디의 후원 아래에 인문학자, 시인, 음악가들은 카메라타라는 모임을 결성해 음악과 연극 등에 대한 여러 가지 논의를 이어간다. 이들은 고대 그리스의 음악극을 가장 뛰어난 종류의 예술로 보았고, 폴리포니와 기악음악을 거부하며 키타라 반주에 독주가가 노래하는 종류의 음악인 모노디에 대한 아이디어를 발전시켜나갔다. 자코모 페리가 이러한 아이디어를 《다프네Dafne》, 《에우리디체L'Euridice》에서 선보임으로써 오페라와 바로크 음악의 효시를 알렸다.
피렌체에서 이처럼 모노디가 발달할 때, 조반니 가브리엘리를 위시한 베네치아 악파에서는 기악곡이 발달한다. 리체르카레, 환상곡, 칸초네 등이 여기서 발달하였으며, 이후 독일에서 온 하인리히 쉬츠가 이러한 베네치아 악파의 음악을 배워 독일에 새로운 음악을 전파한다.
또한 이 시대에는 폴리포니의 근음을 이루어주며 화성의 중요성을 강조하는 역할인 통주저음이 유럽 전역으로 퍼져나가고 있었다. 이 통주저음을 보고 하프시코드, 파이프 오르간, 류트 연주자들이 즉흥적으로 보이싱을 하여 베이스라인을 만들어주는 것이다. 카를로 제수알도 등의 작곡가들은 자연스레 화성 진행에 관심을 기울이게 되었는데, 셋온음을 악마의 음정으로 분류하는 등 가시적인 연구 성과도 나타나고 있었다. 이에 따라 자연스레 음악은 선법보다 조를 기준으로 하는 조성을 따르게 되었고, 이로써 시대의 격변이 발생한다. 조성감을 위해 작곡가들은 멜로디의 진행을 넘어 화성 진행을 신경쓰게 되었고, 조성을 더욱 분명하게 하기 위해 종지 등의 작곡기술도 나타나게 된다.
이와 같은 음악적 변화는 클라우디오 몬테베르디에서 절정을 맞이한다. 몬테베르디는 르네상스 시대의 폴리포니와 통주저음을 변용하여 프리마 프락티카와 세콘다 프락티카라는 장르를 각각 개척하기에 이른다. 이처럼 새로운 시도는 《오르페오L'Orfeo》와 《포페아의 대관식L'incoronazione di Poppea》에서 여실히 드러나 평단의 주목을 이끌어내는데 성공한다. 몬테베르디가 바로크 시대를 열었다고 평가받는다.
화성 진행에 음악가들이 관심을 기울지면서 관용적인 주법, 관용적인 화성의 사용이 점점 늘어나기 시작한다. 류트에서는 불규칙적인 방식으로 불협화음을 끼워넣는 방식의 주법이 등장하고, 이어 루이 쿠프랭과 장 르 롱 달랑베르는 쳄발로에 이러한 연주법을 도입시킨다. 이러한 영향은 이후 요한 제바스티안 바흐와 심지어는 프레데리크 쇼팽의 음악에서도 발견된다.

### 중기 바로크 음악

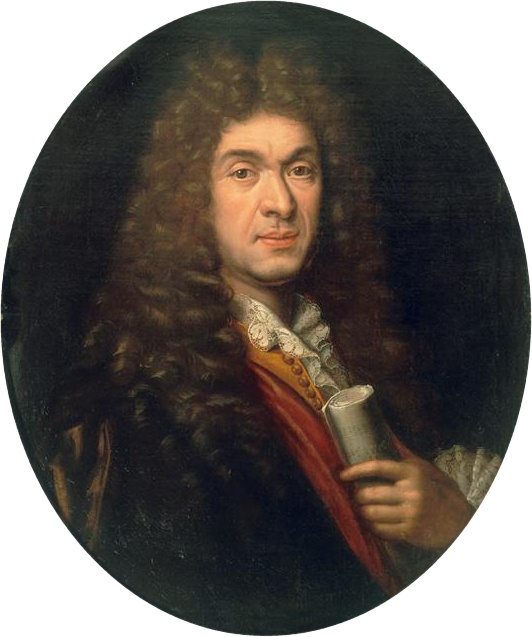
장바티스트 륄리

루이 14세로 대표되는 절대 왕정의 시대가 됨에 따라 부와 권력이 궁중으로 집중되기 시작한다. 이에 따라 자연스레 음악의 중심도 교회에서 궁중으로 이동하게 되면서, 큰 교회 회랑이 아닌 궁중의 방에서 연주되기에 적합한 실내악이 탄생한다.
장바티스트 륄리가 이 시기의 대표적인 작곡가다. 륄리는 당시 프랑스 궁정에 고용된 유일한 작곡가로, 최초의 지휘자 중 한 명이다. 당시 기다란 지팡이로 박자를 지도하며 지휘하였다고 전해진다. 륄리는 현악을 중심으로 오케스트라를 구성했는데, 이 조합은 이후 이탈리아 오페라를 거쳐 현대에도 이어진다.
이탈리아에서는 1630년대에 칸타타, 오라토리오, 오페라라는 새로운 성악 형식이 등장하고, 가사와 일치하도록 멜로디와 화성을 배치하는 기법인 음화(Tone painting)가 발명됨으로써 크게 호평을 받는다. 더욱 단순하고 짧은 멜로디들이 나타나고, 사라방드나 쿠랑트 등의 춤과 어우러지는 리듬을 띄기 시작한다. 화성도 단순하고 가벼워지는데, 통주저음이 사용되던 베이스라인은 하나의 독립적인 성부로 기능하기 시작한다. 이처럼 화성의 사용이 단순해짐에 따라 레치타티보와 아리아가 독립적인 음악 형식으로 나타난다. 쟈코모 카리시미의 오라토리오, 프란체스코 카발리의 오페라가 유명하다.
또한 이 시기에 아르칸젤로 코렐리가 새로운 바이올린 연주기법과 교수법을 개발하고, 합주 협주곡 등 오롯이 악기로만 구성된 음악들을 작곡하기 시작한다. 륄리의 활약이 궁정 내부에서만 이루어진 것에 비해, 코렐리는 작곡한 음악의 악보를 유럽 전역에 출판하고 연주회를 여는 등 활발한 활동을 한다. 코렐리는 협주곡과 트리오 소나타에서 음량을 급격하게 전환하고 빠른 악장과 느린 악장을 번갈아 배치하는 모습을 보여줬는데, 이는 그의 제자 안토니오 비발디에서 이어지며 이후 소나타 양식의 규범이 된다.
알레산드로 스카를라티는
반면 독일에서는 디트리히 북스테후데가 교회 음악의 전통을 이어간다. 북스테후데는 교회에 부임하여 각종 전례에 따른 음악을 작곡하는 등 전통을 이어간다. 교회 외에서는 아벤트무지크라는 이름의 연주회를 기획했는데, 여기서 발표된 종교극들을 오페라와 동류로 보는 시각도 존재한다.

## 국가별 바로크 음악
1세기 반에 걸친 바로크 시대에서는 국가나 지역에 따라 상당히 시기와 양식의 차를 볼 수 있으므로,이를 각국별로 개관하면 다음과 같다.

### 이탈리아
조반니 가브리엘리를 중심으로 하는 베네치아 악파의 협주양식이나 페리, 카치니의 모노디 양식 오페라가 바로크 양식의 선구를 이루었고, 로마 및 베네치아 악파를 거쳐 알렉산드로 스카를라티 등의 나폴리파에 와서는 벨 칸토 창법으로 독특한 기교를 과시하는 명가수 중심의 오페라로 변화해 갔다. 1730년대에는 서정적인 비극을 테마로 하는 오페라 세리아와 코믹한 요소를 중심으로 하는 오페라 부파 등 2개의 스타일이 뚜렷이 분리하게 되었다. 또한 모노디 양식에서 종교적인 제재를 다루는 칸타타나 오라토리오가 카리시미에 의하여 확립되었다. 기악 면에서는 트리오 소나타, 교회 소나타, 실내 소나타, 그리고 주로 바이올린 주법의 눈부신 발전과 함께 합주 협주곡, 독주 협주곡의 형식이 생겨났다.

### 프랑스
루이 13세로부터 15세에 이르는 절대주의 시대를 중심으로 하여 번영하였는데, 1720년-1730년에 걸친 경쾌하고 우아한 로코코의 갤런트 양식이 두드러졌으며 장중한 표현을 지닌 륄리나 라모 등의 오페라, 쿠플랭 등 클라브생 악파 등이 현저한 발전을 보였다.

### 영국
17세기 초인 엘리자베스 시대의 버지널 음악 등의 번영을 기반으로 하여 왕정복고 후에는 퍼셀 등이 앤섬, 오페라, 마스크 등의 국민적인 양식을 낳았다. 그리하여 18세기에는 헨델이 오라토리오의 전통을 이룩하였다.

### 독일
초기 바로크는 네덜란드의 폴리포니 전통을 기반으로 하여 베네치아의 복합창 양식, 모노디 양식을 융합시켜 독일 프로테스탄트 음악의 전통을 세웠으며, 모테토, 오라토리오, 수난곡, 코랄 등에 우수한 작품을 남겼다. 이러한 전통을 이어받아 텔레만, 헨델, 바흐 등 3인의 거장이 잇달아 등장하였고, 바로크 음악을 절대적인 위치로 이끄는 데 공헌했다.

## 악기
바로크 시대에는 악기에 많은 개량이 있었으나 원칙적으로는 르네상스 시대에 사용되었던 것의 대부분이 바로크 시대에도 계속되었다고 할 수 있다. 건반악기로는 하프시코드 및 클라비코드, 지르바만(1683-1753)이 개량하여 절정에 이르렀다고 할 수 있는 바로크 오르간이 있으며, 한편 아직 미숙하기는 하나 피아노에 대한 시도가 이탈리아의 하프시코드 제작자인 크리스토포리에 의하여 시작되었다
현악기로는 르네상스 시대에서 이어받은 비올 종류에 새로 바이올린이 추가된다. 특히 이탈리아에서는 바이올린사상 고전적인 도시 크레모나(Cremona)의 아마티가(家)와 현재의 표준적 바이올린을 처음으로 만든 스트라디바리, 또는 아마티 문화이며 역시 명장인 구아리네리가(家) 등이 계속 등장하였다.

## 성악

### 모노디
모노디(monody)란 화음반주를 가진 단일 멜로디의 음악양식을 가리키나, 엄밀히 말하면 1600년경, 피렌체의 카메라타 그룹에 의하여 이루어진 통주저음의 반주가 있는 레치타티보 양식의 독창 성악곡을 뜻한다. 이에 앞서서 이미 16세기의 류트 반주가 있는 독창가곡으로 편곡한 것에서 그 싹을 엿볼 수 있다. 피렌체의 카메라타 그룹은 고대 그리스에서 본딴 '신음악'의 이론을 세웠다. 즉, 언어와 멜로디가 완전 일치하고, 언어가 지배하고 음악이기에 따를 것을 지향하며, 텍스트를 명확하게 이해시켜 주기 위하여 대위법의 텍스처를 금하고 간단한 반주가 따르는 솔로의 형태를 취하여야 하며, 언어는 바르고 자연스러운 억양으로 불러야 한다는 등의 근본원리가 확립되었다. 오늘날에 남아 있는 피렌체 모노디의 가장 오래된 예는 카치니의 가곡에서 볼 수 있다.

### 통주저음
리만이 바로크 시대를 '통주저음의 시대'라 불렀듯이 낮은음표 밑에 숫자를 달아 화성을 나타내는 통주저음은 바로크 시대의 최대 특징이다. 기원에 관해서는 비아다나(1564-1627)를 발명자로 생각했던 시대도 있었으나, 반주자가 처음 멜로디에 바탕을 두고 즉흥적으로 화성을 채웠음은 이미 16세기 후반의 종교 합창곡의 피아노 반주에서 볼 수 있다. 이 경우 즉흥 연주용의 스코어로서 성악의 최저성부를 쓰고 그 아래에 다른 성부에 생기는 화음을 명시하는 기호를 나타냈다. 이 방법은 17세기에 이르러 모노디스트들이 사용하면서부터 널리 세상에 알려졌다. 통주저음을 쓴 현존하는 가장 오랜 예는 1600년에 출판된 페리의 오페라 《에우리디체(Euridice)》이다. 이와 같은 초기시대에는 반주부가 전적으로 타성부를 화성적으로 강화하는 역할을 했으나 17세기 후반에 이르자 점차로 독립성이 부여되어 장식적인 비화성음이 들어가게 되었다. 한편 독일에서는 18세기 전반에 반주부분에 모방과 그 밖의 대위법적 기법을 채택하여 더욱 독립성을 유지시켜, 마침내는 통주저음의 전성기를 가져왔다.

### 오페라

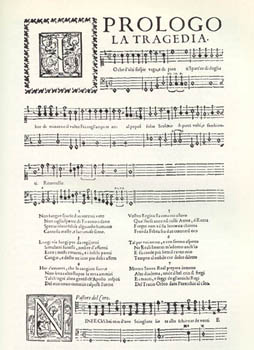
오페라 〈에우리디체〉의 전주

중세의 종교적 의식에서 전례극(11-13세기)과 신비극(14-16세기)이라 불리는 두 가지 종교극이 생겼다. 종교극은 원래 예배식의 일부로 그리스도 탄생의 이야기나 부활의 이야기를 드라마로 상연함으로써 시작되었으며, 차차 거리의 광장 등에서 전문적인 배우들에 의하여 상연하게 되었다. 그러나 당시만 해도 음악은 아직 부수적인 구실밖에 하지 못했다. 16세기에 이르러 신화의 테마를 중심으로 하여 합창과 댄스, 팬터마임 등이 궁정축연에서 상연되었으며, 세속적 연극의 막간에 기악반주로 독창, 합창, 발레 등을 상연한 데서 '인테르메디오'가 생겼다. 또한 신화나 우화를 제재로 하여 시, 기악, 성악, 댄스, 연기를 결합한 형태로 왕후나 귀족을 위하여 상연된 것을 가면극 '마스크'라 불렀다. 16세기 말에서 17세기 초에 걸쳐 마드리갈의 스타일로 작곡되어 즉흥희극 코메디아 델라르테 풍의 제재를 다룬 극음악을 '마드리갈 코미디'라 하며 O.벳키의 《양피파르나소》가 대표적인 작품이다.
현재 남아 있는 작품 중에서 가장 오래된 오페라는 리누치니가 대본을 쓰고, 페리와 카치니가 각각 작곡하여 1600년에서 1602년 즈음에 피렌체에서 상연된 《에우리디체》를 들 수 있다. 페리와 카치니의 두 작품은 어느 것이나 텍스트의 자연스런 리듬, 악센트 및 억양을 충실하게 지키는 피렌체파의 스틸레 레프레젠타티보 양식으로 작곡되어 있어 멜로디 자체에는 독립된 구조가 없다는 점과 끊임없이 반복되는 형식대로의 카덴차, 단조로운 멜로디 선 등의 결점도 볼 수 있다.

### 칸타타
칸타타는 극적 요소를 포함한 독창 혹은 중창에 악기의 반주가 따르는 형식이다. 반복하는 통주저음 위에 소리의 멜로디를 두고, 이야기 부분에는 레치타티보풍으로, 서정적인 표현에는 아리아풍의 텍스처로 작곡되었다. 17세기 전후에 이탈리아에서 시작되었는데 세속적인 제재를 다루었다. 초기에 해당하는 17세기 전반의 작곡가에는 루이지 로시, M. 체스티, 카리시미 등이 있으나, 이 세기의 후반엔 레치타티보와 아리아를 번갈아 두고 가성부는 화려하고 유려한 멜로디를 갖는 스타일이 되며, 나폴리파 오페라의 거장들인 A.스트라데라나, A.스카를라티가 활약했다.

### 수난곡
복음서에 의거하여 그리스도의 수난을 다루는 수난곡의 역사는 멀리 초기 크리스트교 시대에까지 거슬러 올라갈 수 있다. 우선 성주간에 성직자가 복음서를 낭독하는 것으로 시작되며, 12세기에는 각 등장인물을 다른 성직자가 독송양식의 단선성가로 부르는 코랄 패션이 이루어진다. 르네상스 시대에는 전체를 모테토풍의 다성합창곡으로 작곡하는 이른바 모테토 패션이 되며, 바로크 시대에 이르러 새로운 양식이 나타나자 복음서의 인물이나 복음저술가(마태, 누가, 요한, 마가)에는 레치타티보가 사용되고 자유롭게 작사를 한 부분이 코랄이나 아리아의 형태로 삽입되어 오라토리오의 형태에 접근한다. 이 패션을 오라토리오 패션이라고 하며, 18세기 초기의 함부르크 악파에 의하여 절정에 달했다. 이 악파를 위해 중심이 되어 작사한 사람은 브로케스(1680-1747), 작곡가로는 헨델, 텔레만, 카이저 등이 있다. 한편 바흐는 부분적으로는 브로케스의 시를 쓰고 있으나 전면적으로는 복음 저술가들의 기술을 중심으로 하였고, 또 프로테스탄트의 코랄을 더하여 서사적인 동시에 서정적이며 극적인 긴장감을 더한 독자적 경지를 개척하였다.

### 오라토리오
오라토리오는 주로 종교적인 제재로 독창, 합창, 관현악을 사용하여 무대장치, 의상, 연기 등을 수반하지 않고 음악만으로 연주되는 악곡형식을 말한다. 오라토리오는 중세 전례극의 아류(亞流)라고 하겠으나 무대묘사를 배제했다는 점과 대사(臺辭)를 읊는 사람이 있다는 점에서 전례극과는 다르다고 하겠다. 16세기 중엽에 로마의 성(聖) 지로라모 데라 카리타 성당의 기도소에서 수도사 필립포 네리가 오라토리오 집회를 시작하였다. 이 집회에서는 성서의 낭독 외에 문답체의 라우다 영창도 하였는데, 여기서 오라토리오의 형식이 발전하였다. 초기 오라토리오의 작품으로는 1600년에 오라토리오 집회에서 상연된 카발리에리의 《영혼과 육신의 극》으로, 이 작품은 피렌체파의 모노디 원리를 종교음악에 적용시킨 가장 오래된 예이나, 역시 종교극적인 요소가 많다고 하겠다. 이 밖에 마드리갈 스타일의 합창과 솔로를 포함하는 아네리오의 《아름다운 영혼의 극》 등이 있다.

### 각 나라별 성악

#### 이탈리아의 오페라
1607년에 만토바에서 상연된 몬테베르디의 《오르페오(Orfeo)》는 종래의 모든 형식과 독자적인 수법을 교묘하게 결합시켜 초기 오페라 중에서 가장 우수한 작품으로 손꼽힌다. 로마에는 란디, 로시 등의 이른바 로마 악파가 있었고, 우화풍의 이야기를 테마로 하여 폴리포닉한 코러스, 아리아, 칸초네풍의 서곡을 채택한 것 등을 특징으로 들 수 있다. 베네치아는 1637년에 세계 최초의 오페라 극장인 산캇시아노가 열린 뒤부터 일약 유럽의 오페라 중심지가 되었다. 몬테베르디의 《폽페아의 대관식》, 카발리에리의 《지아소네》, 체스티의 《황금의 사과》 등을 대표작으로 들 수 있으며 역사나 신화, 우화적인 제재를 테마로 하여 그것에 코믹한 에피소드를 가미한 것이 많았다. 유절형식, 론도 형식, 다 카포 아리아 등 아리아의 형식이 많아졌다는 점과 레치타티보와 아리아가 형식적으로 분화하기 시작했다는 점, 그리고 대규모의 기계장치를 한 화려한 무대장치 등의 특징을 볼 수 있다.
1624년 베네치아에서 상연된 몬테베르디의 오페라 《탄크레디와 클로린다의 싸움》은 그가 스틸레 콘치타토라는 새로운 기악의 기법을 사용했다는 점에서 주목된다. 여기서 그는 분노나 흥분의 기분을 표현하기 위하여 급속히 반복되는 현의 트레몰로를 써서 새로운 양식의 음악적인 표현법을 개척하였다.
17세기의 말엽부터 18세기의 전반에 걸쳐 로마·베네치아파의 뒤를 이은 나폴리파 오페라는 우수한 작곡가들에 의하여 18세기의 전형적인 오페라 악파가 되었다. 이 악파에 속하는 작곡가로는 창시자로 불리는 A. 스카를라티 외에 욤멜리, 피치니, 페르골레시, 트라에타, 파이지엘로, 치마로자, 하세, 그라운 등을 들 수 있다. 그들의 공적은 A-B-A의 전형적인 다 카포 아리아 형식의 확립, 오케스트라를 수반하는 레치타티보, 즉 레치타티보 아콘파니아토 또는 레치타티보 스토르멘타토, '빠르게-느리게-빠르게'의 이탈리아식 서곡의 채용, 아름다운 목소리를 들려주기 위한 벨 칸토 창법, 카스트라토나 뛰어난 기법을 들려주는 명가수들의 배출 등으로 말미암아 극적인 통일성이 결여될 만큼 음악이 우위에 서게 되었다.
이탈리아풍 서곡은 17세기 말경 스카를라티의 《다르 마로 일 베네》에 처음으로 사용된 뒤부터 바로크시대에 애용되었다. 이 서곡은 '빠르게－느리게－빠르게'의 세 구조를 지니며 제1부는 알레그로, 제2부는 그라베, 제3부는 프레스토가 되는 경우가 많다. 이 이탈리아풍 서곡은 신포니아라고도 하며, 고전파 교향곡의 싹이 되었다.

#### 프랑스의 오페라와 서곡
중세의 목가극이나 궁정의 발레를 토대로 하여, 또는 이탈리아 오페라의 영향을 받아 프랑스 오페라가 처음으로 공적(公的)인 성립을 보게 된 것은 1669년 피에르 페랑과 로베르 캉베르가 왕립음악 아카데미를 설립한 뒤부터였다. 1670년 이후에는 루이 14세의 보호를 받아 륄리가 등장하여, 그 후의 프랑스 오페라의 기초를 확립시켰다. 륄리의 대본을 쓴 키노는 신화나 전설에서 제재를 얻어 전통적인 5막 구성의 양식을 만들었다. 또한 코러스나 발레에 중요한 의의를 부여했으며 화려한 무대장치나 묘사적인 기악곡 등이 그들의 협력으로 탄생하였다. 18세기 중엽에는 그들의 서정비극의 전통을 이어받은 장필리프 라모가 대위법적인 스타일을 구사하여 코러스를 극적으로 처리하고 오케스트라의 표현력을 확대시켰다.
프랑스풍 서곡은 프랑스풍 칸초네를 말하며, 종래의 칸초네, 교회 소나타 등의 전통을 이어받아 륄리에 의하여 처음으로 확립되었다. 그 예는 그의 발레 《아르시디아느》에서 처음 선을 보였다. 느림－빠름－느림의 구조로 점 리듬의 장중한 도입부 뒤에 칸초네풍인 알레그로의 모방적인 스타일의 부분이 계속되고 끝에 가서 처음과 같이 완만한 부분이 가해진다. 이 형식은 모음곡(組曲)의 서곡으로서 남아 있으며 바로크 시대에 널리 애호되었다.

#### 영국의 오페라
16세기 말에 '마스크'에서 발전하였다. 마스크는 원래 신화나 우화적인 제재를 지녔으며 정교한 무대장치와 대사(臺辭)의 대화, 노래, 기악 등을 포함하고 있었으나 17세기에 들어와서는 대화의 부분을 모노디풍의 스타일로 작곡하거나 간소한 민요풍의 가곡을 삽입하기도 했다. 그리하여 공화제의 시대가 되자 디브난트는 이탈리아나 프랑스 오페라의 영향을 받아 최초의 영국 오페라 《로도스의 포위》를 발표하였다 17세기 후반이 되자 M.로크, J.브로, 퍼셀 등 3인의 작곡가가 영국음악의 황금시대를 이룩하였다. 당시 셰익스피어 극은 기계장치나 노래, 발레, 기악곡 등과 함께 상연되고 있었는데 그들은 그 부수음악을 작곡하였으며 그것이 영국 오페라의 전통적인 형식이 되었다. 퍼셀(1658-1695)은 여러 국민양식을 융합한 영국 최대의 작곡가이며 《디도와 에네아스》는 우수한 독창성과 유기적인 통일을 지닌 구성법, 그리고 그 생생한 극적 표현 등으로 그의 대표작이 되어 있다.

#### 독일 오페라와 가곡
독일 오페라의 전신은 도덕적이며 종교적인 내용을 지니는 학교극 또는 교훈극인데 최초의 독일 오페라는 1627년에 슈츠가 작곡한 《다프네(Daphne)》이다. 함부르크에서는 독일 최초의 오페라 극장이 1678년에 창설되어 타일레의 《인간의 창조, 타락, 구원》이 상연되었다. 초기에는 슈트룬크, 프랑크 등의 작곡가가 있었으나 이탈리아나 프랑스 오페라가 원어 그대로 또는 번역되어 상연되는 경우가 많았다. 이윽고 J.푹스나 R.카이제르 등이 등장하여 참된 국민적인 오페라 활동에 지도적인 역할을 하였다. 함부르크 오페라의 중심적 인물이라고 하는 카이저는 아름다운 멜로디를 지닌 많은 아리아를 남겼으며 프랑스와 이탈리아 오페라의 영향을 독일적인 개성으로 교묘하게 통일하였다. 그의 뒤로는 J.마테존을 비롯하여 헨델, 텔레만이 함부르크를 위하여 오페라를 썼으나 1737년에 오페라 극장이 폐쇄되자 오페라는 점차 쇠퇴하고 말았다. 브랑슈바이크에서는 프랑스나 이탈리아의 영향을 받은 쿠서, 그리고 하노버에서는 스테파니가 헨델에게 영향을 미쳤으며 바이센페르스에서는 클리거가, 또 빈에서는 J.푹스가 활약하였다. 뿐만 아니라 드레스덴은 로티나 리스토리, 하세 등에 의하여 독일에서의 나폴리파 오페라의 중심지가 되었다.
17세기의 초기에 일상적인 것을 노래한 서정시나 민요풍의 독일 리트(가곡)가 새로이 발전되었다. 알베르트는 프로테스탄트의 코랄이나 이탈리아의 모노디풍 솔로, 샤인의 영향을 받아 통주저음이 있는 다성적인 서정가곡을 탄생시켜 독일가곡의 선구자가 되었다. 그리고 클리거는 소박하고 단순한 민요풍의 유절형식을 써서 예술적 향기가 높은 가곡을 썼다.

## 기악
1600년 이전은 성악의 시대라고도 할 정도로 성악의 전성기로서, 기악을 위한 것으로는 간단한 춤곡이나 성악곡의 편곡 정도밖에는 없었다. 그러나 바로크 시대에 와서부터는 처음으로 기악이 성악과 자리를 같이하여, 기악형식이나 기악을 위한 새로운 형식이 확립되고 많은 기악곡이 나타났다. 기악형식의 대부분은 프랑스의 성악곡인 샹송이 이탈리아 사람에 의하여 기악으로 옮겨졌다. 이른바 '칸초네 프랑 체제'(프랑스풍 칸초네)를 기초로 하여 그것이 모노디의 발명과 결부되어 여러 가지 방법으로 독립된 기악형식으로 발전하였던 것이다. 우선 칸초나 가운데 대비적인 부분이 각각 독립하여 개개의 대조적인 악장을 취함으로써 카프리치오가 생겨났다. 이것은 다른 여러 형식에 비하여 대위법적이며 푸가의 전신으로 생각할 수 있다. 이 밖에도 모테토가 기악으로 옮겨진 리체르카레, 자유로운 대위법에 의한 즉흥적인 판타지 등도 푸가의 전신이다. 그리고 지로라모 프레스코발디(1583-1643)는 이러한 악곡에서 몇 개로 나뉜 대조적인 부분 사이의 주제를 통일하여 전체를 엄밀하고 유기적인 조직으로 하고 또한 그 주제에 기악적인 음형을 사용함으로써 모방적인 대위법의 기악곡을 만들어냈다. 그 뒤로 각 부분은 그 내부구조를 충실케 함으로써 그 수효를 줄이고 주제와 그 응답 사이에도 으뜸조와 딸림조라고 하는 기능적인 관계를 확립시켰다. 또 파헤르베르(1653-1706)에 의하여 주제가 들어가는 배분이 개량되고 에피소드가 조직적으로 편성되게 된다. 북독일의 북스테후데(1637-1707)도 토카타와 푸가에서 극적인 요소를 도입하였다. 이리하여 17세기 전반을 통하여 점차 푸가의 개개 요소가 성립하고, 바로크 시대의 후기에 오자 다른 대위법적 악곡을 누르고 중요한 자리를 차지하게 됐다. 한편 칸초네에 의거하지 않는 악곡형식도 새로 생겼으며 특히 건반악기를 위한 여러 변주곡이 유행하고 저음이 주기적으로 반복되는 음형, 즉 오스티나토 바스에 기초를 둔 변주곡인 파사칼리아, 샤콘, 그라운도 등이 왕성하게 작곡되었다.

### 소나타

#### 교회 소나타의 성립
건반악기를 위한 칸초네는 주제를 통일함으로써 푸가로 발전하였으나 기악 앙상블 편성에 의한 칸초네부터는 대조적인 각 부분이 각각 독립성을 갖게 되었고 또한 그 수효가 줄어들자 이에 따라 교회 소나타가 성립한다. 이것은 흔히 느림－빠름－느림－빠름의 4악장으로 이루어지며 전체적으로는 장중하고 성실하며 또한 추상적인 형식이다. 이 형식은 1650년부터 1750년의 약 백년 동안에 매우 애용되어 지오반니 바티스타 비타리, 주제페 트레를리, 그리고 17세기 최대의 걸물인 아프칸제로 코레리가 많은 작품을 남기고 있다.

#### 트리오 소나타
트리오 소나타는 일련의 춤곡으로 되어 있으며 보통은 알르망드－쿠랑트－사라반드－지그, 거기에 임의의 춤곡이나 자유로운 구성의 서곡이 부가되거나 또는 되지 않기도 한다. 이러한 두 형식은 여러 악기편성을 위하여 작곡되었는데, 가장 애용된 것은 2개의 바이올린과 콘티누오의 편성이었다. 이것을 악보로 보면 3개의 멜로디선으로 표기되므로 트리오 소나타라 하였으며 바로크 시대를 통하여 매우 애용된 실내악 형태이다. 이 밖에도 통주저음과 독주악기의 편성으로 된 솔로 소나타를 위한 작품도 남아 있다. 우수한 독주악기인 바이올린을 위한 곡은 말할 나위도 없거니와 비올이나 비올라 다 감바, 오보에나 플루트 등을 위한 작품도 남아 있다.

### 모음곡
몇 개의 춤곡을 결합시켜 구성하려는 시도는 이미 16세기부터 있었다. 즉 짝수박자의 것과 3박자의 것, 속도가 빠른 것과 느린 것이 결합되어 있었던 것이다. 이와 같은 모음곡의 초기 발전에 관해서는 이탈리아의 영향을 받은 바가 많으며 영국은 지그를, 스페인은 사라반드를, 프랑스는 그 밖의 많은 춤곡과 전체적인 세련성을, 그리고 독일은 알르망드와 모음곡을 통일된 형식으로 만든다는 생각을 상호간에 제공하여 마침내는 단순히 춤을 추기 위한 곡에서 벗어나 양식화된 예술형식으로 나아갔다. 모음곡이 음악형식으로 확립되기 위하여 큰 공헌을 한 사람은 프로베르거(1616-1667)인데, 그는 처음에 알르망드―쿠랑트－사라반드의 3악장 형식을 택했었다. 그 뒤로 지그가 추가되어 17세기 말엽에는 4악장형식이 널리 쓰였다. 연주형태로는 건반악기용의 것이 많았으나 관현악 모음곡, 실내악 편성으로 된 소나타 다 카메라도 이러한 장르에 들어간다.

### 협주곡

#### 합주협주곡
바로크 시대의 가장 중요한 관현악 형식으로서 합주 협주곡(콘체르토 그로소, Concerto grosso)을 들 수 있다. 합주 협주곡이란 악곡의 형식의 하나로, 몇 개의 독주악기로 이루어진 소악기군인 콘체르티노와 보다 큰 합주단인 리피에노가 함께 하는 형식이다. 예로는 헨델의 《콘체르토 그로소집》이 있으며, 또한 바흐의 《브란덴부르크 협주곡》이 있다.

#### 독주협주곡
독주협주곡은 하나의 독주악기와 관현악으로 구성되는 것이 가장 일반적 형태인데, 독주악기에 따라 피아노 협주곡·바이올린 협주곡 등으로 불린다. 합주협주곡과 다른 점은 독주악기가 보다 두드러진 움직임을 보이고 보다 오랜 시간 연주된다는 점이며, 교향곡에 맞먹을 정도의 깊은 세계를 표현할 수 있는 형식이다. 최초의 독주협주곡은 토렐리(1658-1709), 알비노니(1671-1750) 등에 의한 것인데 1700년경에 공개되었고 또한 비발디(1678경-1741)에 의해 확립되고 대규모의 형식으로 발전하였다. 그의 협주곡은 빠름－느림－빠름의 3악장으로 되어 있으며 각각 그 내부는 일련의 투티와 솔로로 이루어져 있다. 비발디의 형식을 이어받은 사람으로는 제미니아니(1687-1763), 타르티니(1692-1770), 로카텔리, 헨델, 바흐, 텔레만 등을 들 수 있다.

### 기악에 의한 교회음악
바로크 시대 이전에는 교회에서 연주되는 것이라면 거의가 예외없이 성악이었다. 기악양식과 새로운 기악형식의 성립, 그리고 각 악기 사이의 양식이 구별되기 시작한 이 시대부터 교회를 위한 새로운 기악형식이 생겨났다. 그리하여 신도들이 부르는 코랄을 위한 오르간 전주부에 중요한 의미가 주어져서 코랄 전주곡이라는 독립된 기악곡이 탄생하였다. 이 형식에 큰 공헌을 한 사람은 샤이트(1587-1654)로서 그에 의하여 오르간 음악의 기교적인 면은 완성의 경지에 이르렀다. 이 때문에 그 이후 바흐에 이르는 일련의 독일 오르간 음악의 거장들은 전적으로 코랄 전주곡의 새로운 형식을 만들어내는 데 전념하였다. 파헬벨은 이 새로운 형식에 푸가를 곁들였으며, 뵘(1661-1735)은 코랄의 멜로디를 번뜩이는 듯한 섬세한 음표로 장식하였고, 또한 디트리히 북스테후데(1637-1707)는 코랄의 멜로디에서 나오는 소재를 자유롭게 환상적으로 다루는 코랄 판타지를 만들었다.

### 바흐와 헨델

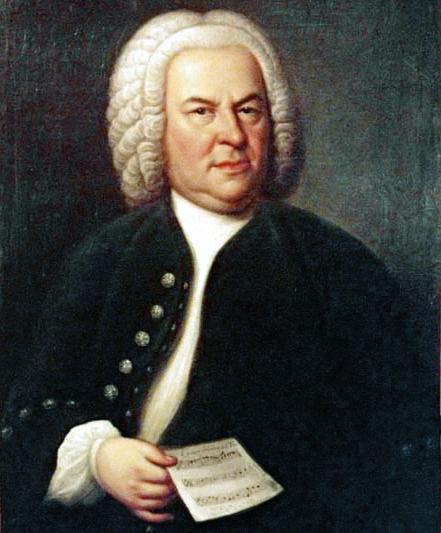
요한 제바스티안 바흐의 초상화

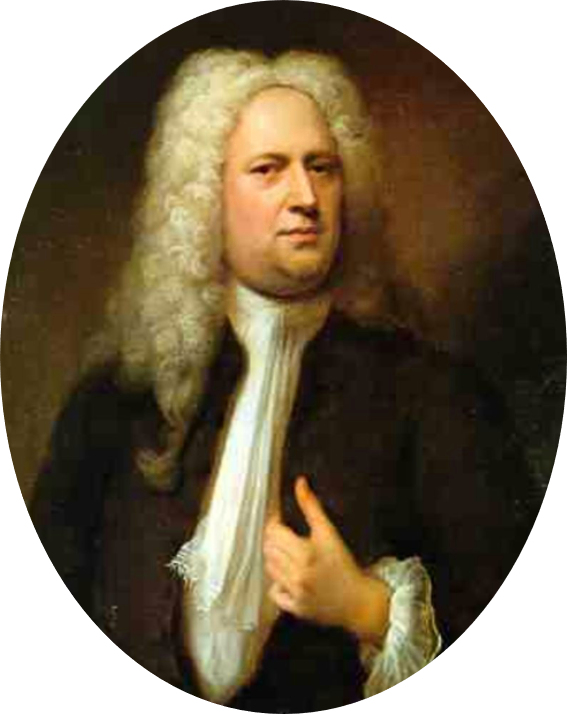
게오르크 프리드리히 헨델

바로크 시대는 요한 제바스티안 바흐(1685-1750)와 게오르크 프리드리히 헨델(1685-1759)이 등장함으로써 절정을 이루어 일단 정리되었다고 하겠다. 이들 두 사람은 다른 17세기 초기의 대가들과는 달리 새로운 형식이나 양식을 만든 것이 아니라 기존의 요소를 각각 독자적인 방법으로 자기 것으로 소화시켜 완성시켰다. 이들은 모두가 독일 사람이었음에도 불구하고 주변의 여러 나라 양식을 받아들여 혼합 또는 융합시켰다는 점에서도 일치하고 있다. 그러나 그들의 생애나 인격이 매우 다르듯이 음악도 여러 점에서 다르다는 점은 흥미있는 일이라 하겠다.
우선 바흐는 일생을 통하여 국외에 나간 일이 없고 여행이라 해도 기껏해야 함부르크 정도였지만, 헨델은 독일, 이탈리아, 영국에서 그의 일생을 보냈으며 특히 마지막에는 영국에 귀화한 국제인이었다. 바흐는 두 번의 결혼에서 20명이나 되는 자녀를 두었고 끊임없이 신변의 자질구레한 잔근심으로 고민하였음에 반하여 헨델은 결혼도 하지 않고 항상 모험을 즐겼다. 뿐만 아니라 바흐가 독일에서도 이름높은 전통적 음악가의 집안에서 성장하였음에 반하여 헨델에겐 전혀 음악가 조상이 없었으며 또한 그가 음악가가 되려는 뜻을 부친은 완강하게 반대하였다. 인격 면에서도 바흐는 겸손하고 경건하며 때로는 완고했음에 비하여 헨델은 보다 세속적이며 겉보기에 화려하고 귀족적이었다고 한다.
이와 같은 두 사람의 차이는 그대로 음악에도 나타나 우리의 흥미를 끈다. 작곡에 쓰는 악곡형식으로서 바흐는 오페라를 제외하고는 당시 있었던 대부분의 형식을 다루었으나 역시 주력은 교회 칸타타나 오르간 작품 같은 교회 음악이라고 하겠다. 한편, 헨델의 대부분의 작품은 오페라와 오라토리오였는데, 그의 오라토리오는 매우 인간적이고 현실적인 것으로 말하자면 종교적 제재에 의한 오페라 같은 것이었다. 또 바흐의 작품 대부분이 교회나 궁정에 근무할 때 요청에 따라 쓴 실리적인 것이었음에 비하여 헨델은 틈이 나는 대로 아무런 목적이나 필요성도 없이 작곡하였다는 점도 흥미롭다고 하겠다.
안타까운 점은 두 사람은 같은 독일 태생이며 태어난 해도 같은 그들이었지만 단 한번도 만나지 못 했다는 점이다 어쩌면 그들의 가문과 음악적 특성, 성격의 차이 때문에 만날 기회를 갖지 못했을지도 모른다.
바흐와 헨델은 독일에서 성장하고 그 전통을 익힌 뒤에 주위 여러 나라의 갖가지 양식을 받아들인 점에서는 모두가 공통되나 그것을 어떻게 혼합시키고 융합하여 자기 것으로 했느냐의 점에서 두 사람은 매우 다른 경지의 높이를 이룩하고 있는데, 그들이 취한 태도에서의 근본적인 차이는 다음과 같은 두 가지 점에 집약된다고 하겠다.
- 두 사람이 모두 폴리포니의 대가이나, 바흐의 음악에서는 폴리포니가 지배적이며 헨델의 음악은 호모포니가 지배적이다.
- 바흐의 성악곡의 최대 특징은 기악적이란 점에 있다. 즉 그 성악 멜로디는 종종 연주가 곤란할 정도로 기악의 이디엄에 가깝다. 한편, 헨델은 보다 성악적 표현법이 풍부한 작곡법을 택하며, 기악작품에서까지도 본질적으로는 성악의 이디엄 바탕으로 쓰고 있다.[3]

## 같이 보기
- 바로크 음악 작곡가 목록